# Segra Field
O Segra Field é um estádio específico para futebol em Leesburg, Virginia, e a casa do Loudoun United FC do USL Championship e do Old Glory DC da Major League Rugby.
O estádio também funciona como um centro de treinamento do DC United da MLS e como acomodação das categorias de base.

## História
O estádio sediou seu primeiro jogo em 9 de agosto de 2019, quando o Loudoun United FC jogou contra o Charlotte Independence no estádio. Em 8 de julho de 2019, foi anunciado que a Segra, uma empresa independente de banda larga de fibra, assinou um acordo plurianual para se tornar o parceiro de naming-rights para o estádio.  O Loudoun United FC venceu seu primeiro jogo no Segra Field em 31 de agosto de 2019, derrotando o North Carolina FC por 4 a 0. 
Em 4 de dezembro de 2019, o Loudoun United FC pediu ao Conselho de Supervisores do Condado de Loudoun US $ 10 milhões para concluir o estádio. Eles pediram ajuda para completar banheiros públicos, vestiários, estacionamento e um novo centro de treinamento. 
Em 12 de novembro de 2019, o Washington Spirit da National Women's Soccer League (NWSL) anunciou que, na temporada de 2020, eles dividirão seus jogos em casa entre três estádios: Maryland SoccerPlex, Audi Field e Segra Field. Na temporada de 2021 eles usarão apenas Audi Field e Segra Field, com quatro partidas em cada um. 
Em 22 de outubro de 2020, Old Glory DC da Major League Rugby (MLR) anunciou que a partir da temporada de 2021 se mudará para Segra para suas partidas em casa.  